# Naša prihodnost
Naša prihodnost je slovenska politična stranka, ki je bila ustanovljena februarja 2022 na digitalnem kongresu. V soboto, 12. marca 2022 je bil za predsednika izvoljen Ivan Gale, za podpredsednico pa nekdanja evropska komisarka Violeta Bulc.
V začetku septembra 2022 je svet stranke odločil, da bodo na predsedniških volitvah 2022 podprli neodvisnega kandidata Iva Vajgla.

## Program
Med glavnimi točkami programa stranke so boj proti korupciji, neodvisnost medijev, samooskrba na vseh področjih, socialna in pravna država, strokovno kadrovanje ter reorganizacija zdravstva.

## Državnozborske volitve

### Volitve v državni zbor 2022
V sredini marca so v stranki napovedali, da bodo na državnozborskih volitvah nastopili na skupni listi s stranko Dobra država. Na kandidatni listi so tudi nekatera znana imena, kot so raper Zlatko, kuharica Alma Rekić in nekdanja poslanka Levice, Violeta Tomić. Skupna lista strank se na volitvah v parlament ni uvrstila, saj je zanjo glasovalo le 19.919 ljudi, kar predstavlja 1,7 % volivcev.